# Zenjirō Horikiri
Zenjirō Horikiri (堀切善次郎, Horikiri Zenjirō) (2 septembre 1884 - 1er novembre 1979) est un homme politique et ministre japonais. Son frère, Zenbei Horikiri, est un membre important du parti Rikken Seiyūkai.

## Biographie
Né dans la préfecture de Fukushima, Horikiri est diplômé de l'université impériale de Tokyo. Il commence sa carrière au ministère de l'Intérieur. En tant que directeur de département de censure de 1917 à 1918, il ordonne l'interdiction de publication d'articles de journaux au sujet des émeutes du riz de 1918, sous prétexte qu'ils inciteraient à la violence. De 1925 à 1926, Horikiri est gouverneur de la préfecture de Kanagawa. L'année suivante, il retourne au ministère de l'Intérieur comme directeur du bureau de reconstruction, chargé du plan d'urbanisme et de la reconstruction de Tokyo après le séisme de Kantō de 1923. En 1929, Horikiri est nommé maire de la ville de Tokyo, et fin 1930, il devient vice-ministre des Affaires coloniales.
En 1932, dans le cabinet de Saitō Makoto, Horikiri sert comme directeur-général du bureau législatif, et en 1933, il est nommé secrétaire général du Cabinet. La même année, il siège à la chambre des pairs du Japon.
Après la capitulation du Japon, Horikiri est nommé ministre de l'Intérieur dans le cabinet de Kijūrō Shidehara. Durant son mandat, il parraine les lois de réforme électorale pour abaisser l'âge minimum du droit de vote à vingt ans et permettre le vote des femmes et leur éligibilité à la diète du Japon. Ces lois sont votées en décembre 1945, malgré les réserves de quelques membres sur le fait que cela soutiendra les éléments extrémistes (gauchistes principalement). Du fait de ces lois de réforme électorale, les résidents coréens et taïwanais du Japon perdent leur droit de vote aux élections japonaises car Horikiri estime qu'ils ont perdu leur citoyenneté japonaise avec l'acceptation de la déclaration de Potsdam par le Japon et qu'ils seront désormais traités comme des étrangers résidents.
À la fin de son mandat, Horikiri est placé sur la liste de purge du service public.
Après l'occupation, il sert de 1954 à 1969 comme président de la commission nationale de sécurité publique (en).